# Duché d'Antin
Pour les articles homonymes, voir Antin (homonymie).

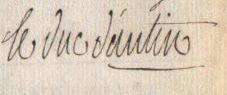
Signature du second duc d'Antin, Louis de Pardaillan de Gondrin, datant de 1727.

Le duché d'Antin a été créé en 1711 par l'érection en duché-pairie du marquisat d'Antin, détenu par la famille de Pardaillan de Gondrin. Il réunit le marquisat d'Antin et les baronnies, terres et seigneuries de Bellisle, Mieslan, Tuilerie de Pis, Certias et dépendances.

## Territoire
- En Bigorre, dans le quarteron de Rabastens (Rabastens-de-Bigorre) :
  - Antin ;
  - Ausmes (Osmets) ;
  - Bonnefont ;
  - Trouley (Trouley-Labarthe) ;
  - Labarthe (Trouley-Labarthe) ;
  - Laméac ;
  - Oursbelille ;
  - Sarrouilles ;
- Dans le pays des Fittes et Refittes ;
  - Bastanous (Manas-Bastanous) ;
  - Bernadets ;
  - Castex ;
  - Sadeillan ;
- Dans la jugerie de Rivière :
  - Bonrepos ;
  - Miélan, en partie.

## Liste des ducs d’Antin
- 1711-1722 : Louis Antoine de Pardaillan de Gondrin (1665-1736), 1er duc d'Antin (démission).
- 1722-1743 : Louis de Pardaillan de Gondrin (1707-1743), 2e duc d'Antin, petit-fils du précédent.
- 1743-1757 : Louis de Pardaillan de Gondrin (1727-1757), 3e duc d'Antin, fils du précédent.